# كلود راينس
كلود راينس (بالإنجليزية: Claude Rains) (و. 1889 – 1967 م) هو ممثل أفلام، وممثل تعبيري، وممثل مسرحي من المملكة المتحدة، والولايات المتحدة، ولد في لندن، توفي في لاكونيا، عن عمر يناهز 78 عاماً.

## التعليم
تعلم في الأكاديمية الملكية للفنون المسرحية.

## الخدمة العسكرية
خدم في الجيش البريطاني.

## جوائز وترشيحات
حصل على جوائز منها:
جوائز
- جائزة توني لأفضل ممثل في مسرحية [الإنجليزية]‏ (1951)

ترشيحات
- جائزة الأوسكار لأفضل ممثل مساعد (1939)
- جائزة الأوسكار لأفضل ممثل مساعد، عن عمل: السيد سميث يذهب إلى واشنطن (1939)
- جائزة الأوسكار لأفضل ممثل مساعد، عن عمل: كازبلانكا (1939)

ترشح لـ:
- جائزة الأوسكار لأفضل ممثل مساعد، عن عمل: السيد سميث يذهب إلى واشنطن (1939)
- جائزة الأوسكار لأفضل ممثل مساعد، عن عمل: Mr. Skeffington [الإنجليزية]‏
- جائزة الأوسكار لأفضل ممثل مساعد، عن عمل: كازبلانكا
- جائزة الأوسكار لأفضل ممثل مساعد، عن عمل: سيئة السمعة.

## وصلات خارجية
- كلود راينس على موقع IMDb (الإنجليزية)
- كلود راينس على موقع الموسوعة البريطانية (الإنجليزية)
- كلود راينس على موقع روتن توميتوز (الإنجليزية)
- كلود راينس على موقع ألو سيني (الفرنسية)
- كلود راينس على موقع ميوزك برينز (الإنجليزية)
- كلود راينس على موقع ميوزك برينز (الإنجليزية)
- كلود راينس على موقع تيرنر كلاسيك موفيز (الإنجليزية)
- كلود راينس على موقع أول موفي (الإنجليزية)
- كلود راينس على موقع قاعدة بيانات برودواي على الإنترنت (الإنجليزية)
- كلود راينس على موقع قاعدة بيانات الأفلام السويدية (السويدية)